# Quận Woodward, Oklahoma
Quận Woodward là một quận trong tiểu bang Oklahoma, Hoa Kỳ. Quận lỵ đóng ở thành phố Woodward 6. Theo điều tra dân số năm 2000 của Cục điều tra dân số Hoa Kỳ, quận có dân số người 2. Năm 2007, ước tính dân số quận này là 18.486 người 2.

## Địa lý
Theo Cục điều tra dân số Hoa Kỳ, quận này có diện tích 3227 ki-lô-mét vuông, trong đó có 10 km2 là diện tích đất, km2 là diện tích mặt nước.